# Idaea lalasaria
Idaea lalasaria là một loài bướm đêm trong họ Geometridae.